# Gerold Stoll
Gerold Stoll (* 5. April 1925 in Wien; † 30. November 2017 ebenda) war ein österreichischer Rechtswissenschaftler.

## Leben
Gerold Stoll studierte Rechtswissenschaften an der Universität Wien, wo er 1948 promoviert wurde. Anschließend trat er in den Verwaltungsdienst des Bundes ein und war u. a. Abteilungsleiter im Finanzministerium. Im Jahr 1967 habilitierte er sich im Fach Finanzrecht an der Universität Graz. Bereits 1968 wurde er ordentlicher Professor an der Universität Wien, deren Institut für Staats- und Verwaltungsrecht er zudem vorstand. 1979 wurde er Vorsitzender der eingerichteten Steuerreformkommission beim Finanzministerium. Er wurde 1973 korrespondierendes und 1974 wirkliches Mitglied der Österreichische Akademie der Wissenschaften. 1981 erhielt er die Medaille bene merito für besondere Verdienste um die ÖAW. Seine Emeritierung erfolgte 1995. Seine Forschungsschwerpunkte waren das Steuer- und Finanzrecht.

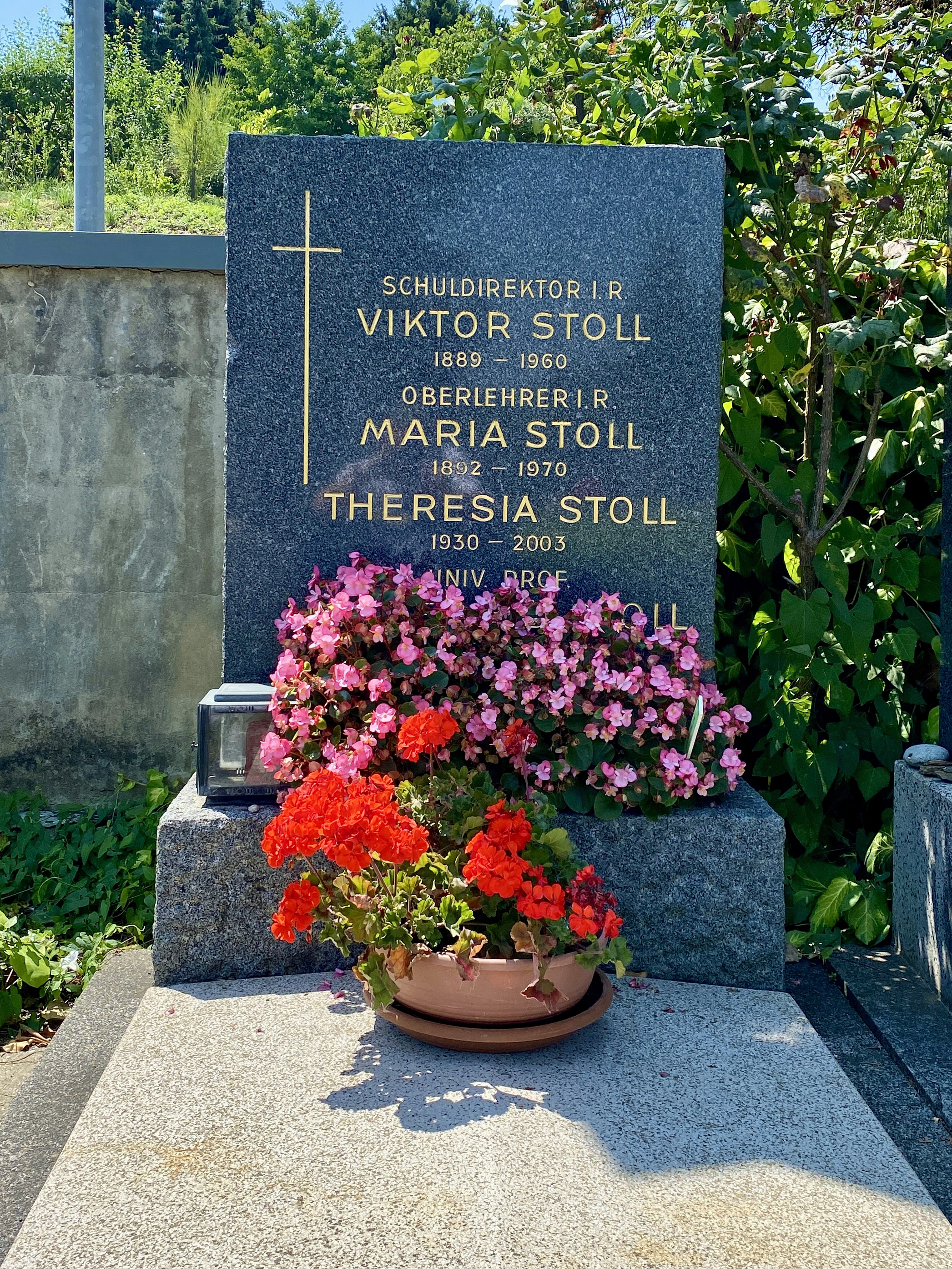
Grab von Gerold Stoll

Stoll starb im Alter von 92 Jahren. Er wurde auf dem Ortsfriedhof von Kritzendorf bestattet.

## Werke (Auswahl)
- gem. mit Norbert Bramerdorfer: Unilaterale Maßnahmen zur Vermeidung der Doppelbesteuerung nach § 48 BAO: eine Überarbeitung der Kommentierung zu § 48 BAO des im Verlag Orac erschienenen Kommentars zur Bundesabgabenordnung von Stoll. Grenz-Verlag, Wien 2009.
- Rechnungsausstellung und Vorsteuerabzug: Anspruch und Durchsetzung ; Mittel und Wege der Lösung von Konflikten. LexisNexis, Wien 2004, ISBN 978-3-7007-3040-8.
- Ermessen im Steuerrecht. (2., wesentlich erw. und völlig neu bearb. Aufl.), Manz, Wien 2001, ISBN 978-3-214-00121-6.
- Steuerfreie Einnahmen – Abzugsfähigkeit der damit zusammenhängenden Ausgaben: eine Untersuchung am Beispiel der Forschungsförderungen, Forschungsausgaben und Forschungsfreibeträge. Linde Verlag, Wien 2000, ISBN 978-3-7073-0102-1.
- Rentenbesteuerung: System des Rechtes der Besteuerung bei Vermögensnachfolgen, Versorgung, Unterhalt. (4., völlig neubearb. und erw. Aufl.),  Manz Verlag, Wien 1997,  ISBN 978-3-214-06822-6.
- gem. mit Michael Tanzer: Die Vorbehaltsaufgaben der Wirtschaftstreuhänder gemessen an den Befugnissen der gewerblichen Unternehmensberater und Datenverarbeiter. Wirtschaftsverlag Orac, Wien 1991, ISBN 978-3-7007-0183-5.
- Verluste und Verlustquellen im Steuerrecht. Orac, Wien 1989, ISBN 978-3-7007-0018-0.
- gem. mit Michael Tanzer: Die Gewinnbesteuerung der Erwerbs- und Wirtschaftsgenossenschaften: Eine Studie zum geltenden Recht u. dessen Umgestaltung. Orac, Wien 1985, ISBN 978-3-85368-672-0.